# Milan Williams
Milan B. Williams  (Misisipi, 28 de marzo de 1948 - Texas, 9 de julio de 2006) fue un teclista estadounidense, miembro fundador de la banda de funk/soul The Commodores.

## Biografía
Williams nació en Okolona, Misisipi y comenzó a tocar el piano después de haber sido inspirado por su hermano mayor Earl, que era un multinstrumentista. Cuando empezó a participar con The Commodores, en 1968, compuso varias canciones que fueron de mucho éxito para la banda, como Machine gun,tema homónimo del primer l/p de la banda.
Murió de cáncer en Texas, el 9 de julio de 2006.